# Autoserica barbata
Autoserica barbata är en skalbaggsart som beskrevs av Brenske 1901. Autoserica barbata ingår i släktet Autoserica och familjen Melolonthidae. Inga underarter finns listade.